# Enrico di Lorena, conte di Brionne
Enrico di Lorena (15 novembre 1661 – Versailles, 3 aprile 1713) fu Conte di Brionne.. Fu membro del ramo cadetto del Casato di Lorena e Gran Scudiero di Francia.

## Biografia
Nato da Luigi di Lorena, comte d'Armagnac e da sua moglie, Catherine de Neufville, era il primogenito della coppia.

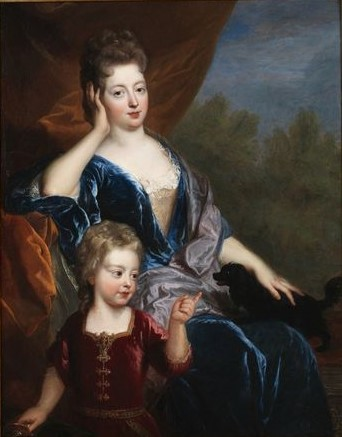
la moglie di Enrico con il figlio Luigi, 1697, François de Troy

Suo padre Luigi era il Gran Scudiero di Francia, uno dei Grandi Ufficiali della Corona di Francia e un membro della casa del Re.
Alla morte di Luigi, la posizione, così come la denominazione di Monsieur le Grand, fu assunta dal fratello minore di Enrico, il Conte d'Armagnac (alla morte di Carlo fu data al nipote di Luigi, il prince de Lambesc). 
Madre di Enrico fu Catherine de Neufville, figlia minore del Maréchal de Villeroy, governatore del giovane Luigi XIV. Il primo cugino di Enrico era il futuro Duca di Villeroy e futuro governatore di Luigi XV. 
Il 23 dicembre 1689, Enrico sposò Marie Madeleine d'Épinay. 
Sua sorella, Maria fu la madre di Luisa Ippolita Grimaldi, unica Principessa di Monaco regnante fino ad oggi. 
Enrico morì nel 1713, cinque anni prima di suo padre (e per questo la "contea di Armagnac" fu data al fratello minore, Carlo); egli morì a Versailles, sopravvivendo alla consorte per oltre un anno.

## Figli
Da Marie Madeleine d'Épinay Enrico ebbe:
- Luigi di Lorena, Principe di Lambesc (13 febbraio 1692–9 settembre 1743) sposò Jeanne Henriette Marguerite de Durfort (nipote di Jacques Henri de Durfort) ed ebbe figli; la sua bisnipote Giuseppina di Lorena fu nonna di Carlo Alberto di Savoia, quindi antenata dell'attuale Casa Savoia.
- Maria Luisa di Lorena, Mademoiselle de Brionne (24 ottobre 1693–18 ottobre 1724) nubile.

Enrico ebbe anche un figlio illegittimo da un'amante, certa Mademoiselle Pothenot; il bambino fu chiamato bâtard de Brionne e denominato come le Chevalier d'Orgon.

## Titoli e denominazione
- 15 novembre 1661 – 3 aprile 1713: Sua Altezza il Conte di Brionne.

## Albero genealogico
|                                        |                                            |                                                                    | Genitori                                                   |  |  | Nonni |  |  | Bisnonni                           |  |  | Trisnonni                           |  |
|                                        |                                            |                                                                    |                                                            |  |  |       |  |  | Carlo di Lorena, Conte di Harcourt |  |  | Renato di Guisa, Marchese di Elbeuf |  |
|                                        |                                            |                                                                    |                                                            |  |  |       |  |  | Carlo di Lorena, Conte di Harcourt |  |  | Renato di Guisa, Marchese di Elbeuf |  |
|                                        |                                            | Louise de Rieux                                                    |                                                            |  |  |       |  |  | Carlo di Lorena, Conte di Harcourt |  |  |                                     |  |
| Enrico di Lorena, Conte di Harcourt    |                                            |                                                                    |                                                            |  |  |       |  |  | Carlo di Lorena, Conte di Harcourt |  |  |                                     |  |
|                                        |                                            | Marguerite de Chabot                                               | Léonor Chabot, Conte di Charny                             |  |  |       |  |  |                                    |  |  |                                     |  |
|                                        |                                            | Marguerite de Chabot                                               | Léonor Chabot, Conte di Charny                             |  |  |       |  |  |                                    |  |  |                                     |  |
|                                        |                                            | Marguerite de Chabot                                               | Françoise de Longwy-Rye                                    |  |  |       |  |  |                                    |  |  |                                     |  |
| Luigi di Lorena, Conte di Harcourt     |                                            | Marguerite de Chabot                                               |                                                            |  |  |       |  |  |                                    |  |  |                                     |  |
|                                        |                                            | Charles du Cambout, Marchese di Coislin                            | François du Cambout, Signore di Cambout                    |  |  |       |  |  |                                    |  |  |                                     |  |
|                                        |                                            | Charles du Cambout, Marchese di Coislin                            | François du Cambout, Signore di Cambout                    |  |  |       |  |  |                                    |  |  |                                     |  |
|                                        |                                            | Charles du Cambout, Marchese di Coislin                            | Louise du Plessis de Richelieu                             |  |  |       |  |  |                                    |  |  |                                     |  |
| Marguerite Philippe du Cambout         |                                            | Charles du Cambout, Marchese di Coislin                            |                                                            |  |  |       |  |  |                                    |  |  |                                     |  |
|                                        |                                            | Philippe de Beurges                                                | Charles de Beurges, Signore di Seury                       |  |  |       |  |  |                                    |  |  |                                     |  |
|                                        |                                            | Philippe de Beurges                                                | Charles de Beurges, Signore di Seury                       |  |  |       |  |  |                                    |  |  |                                     |  |
|                                        |                                            | Philippe de Beurges                                                | Jeanne Lescoët, Dama di La Mogulaye                        |  |  |       |  |  |                                    |  |  |                                     |  |
| Enrico di Lorena                       |                                            | Philippe de Beurges                                                |                                                            |  |  |       |  |  |                                    |  |  |                                     |  |
|                                        | Charles de Neufville, Marchese di Villeroy | Nicolas IV de Neufville, Signore di Villeroy                       |                                                            |  |  |       |  |  |                                    |  |  |                                     |  |
|                                        | Charles de Neufville, Marchese di Villeroy | Nicolas IV de Neufville, Signore di Villeroy                       |                                                            |  |  |       |  |  |                                    |  |  |                                     |  |
|                                        | Charles de Neufville, Marchese di Villeroy | Madeleine de L'Aubespine                                           |                                                            |  |  |       |  |  |                                    |  |  |                                     |  |
| Nicolas de Neufville, Duca di Villeroy | Charles de Neufville, Marchese di Villeroy |                                                                    |                                                            |  |  |       |  |  |                                    |  |  |                                     |  |
|                                        |                                            | Jacqueline de Harlay de Sancy                                      | Nicolas de Harlay, Barone di Maule                         |  |  |       |  |  |                                    |  |  |                                     |  |
|                                        |                                            | Jacqueline de Harlay de Sancy                                      | Nicolas de Harlay, Barone di Maule                         |  |  |       |  |  |                                    |  |  |                                     |  |
|                                        |                                            | Jacqueline de Harlay de Sancy                                      | Marie Moreau, Signora di Grosbois                          |  |  |       |  |  |                                    |  |  |                                     |  |
| Catherine de Neufville                 |                                            | Jacqueline de Harlay de Sancy                                      |                                                            |  |  |       |  |  |                                    |  |  |                                     |  |
|                                        |                                            | Charles de Blanchefort de Créquy, Duca di Créquy, Principe di Poix | Antoine de Blanchefort de Créquy, Signore di Saint-Janvrin |  |  |       |  |  |                                    |  |  |                                     |  |
|                                        |                                            | Charles de Blanchefort de Créquy, Duca di Créquy, Principe di Poix | Antoine de Blanchefort de Créquy, Signore di Saint-Janvrin |  |  |       |  |  |                                    |  |  |                                     |  |
|                                        |                                            | Charles de Blanchefort de Créquy, Duca di Créquy, Principe di Poix | Chrétienne d'Aguerre                                       |  |  |       |  |  |                                    |  |  |                                     |  |
| Marie de Créquy, Dama di Mions         |                                            | Charles de Blanchefort de Créquy, Duca di Créquy, Principe di Poix |                                                            |  |  |       |  |  |                                    |  |  |                                     |  |
|                                        |                                            | Madeleine de Bonne de Lesdiguières                                 | François de Bonne, I Duca di Lesdiguières                  |  |  |       |  |  |                                    |  |  |                                     |  |
|                                        |                                            | Madeleine de Bonne de Lesdiguières                                 | François de Bonne, I Duca di Lesdiguières                  |  |  |       |  |  |                                    |  |  |                                     |  |
|                                        |                                            | Madeleine de Bonne de Lesdiguières                                 | Claudine de Berenger                                       |  |  |       |  |  |                                    |  |  |                                     |  |
|                                        |                                            | Madeleine de Bonne de Lesdiguières                                 |                                                            |  |  |       |  |  |                                    |  |  |                                     |  |